# Rote Hilfe

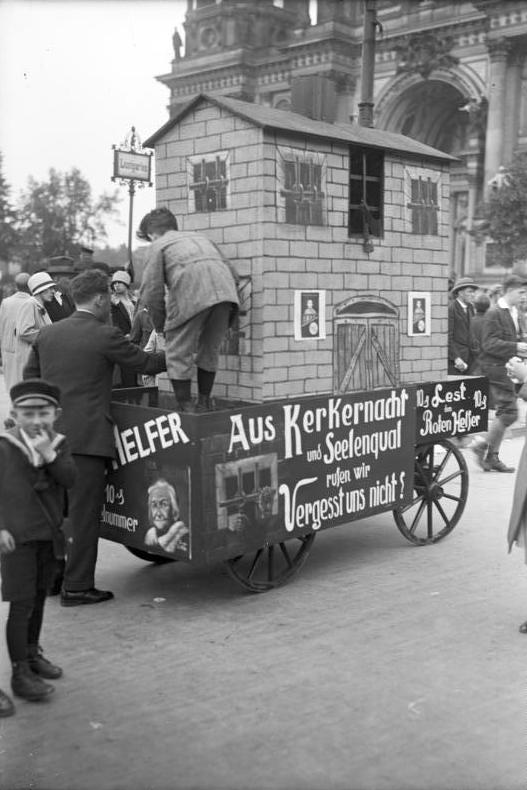
Chariot faisant la promotion de la Rote Hilfe, mai 1928.

Ne doit pas être confondu avec Secours rouge (Allemagne).
Rote Hilfe (« Secours rouge », aussi Rote Hilfe Deutschlands, Secours rouge d'Allemagne) est la filiale allemande du Secours rouge international. Le Rote Hilfe était affilié au Parti communiste d'Allemagne et a existé de 1924 à 1936.

## Origine
Rote Hilfe a été organisé pour la première fois après la répression politique d'avril 1921 à la suite des grèves sanglantes et des rébellions communistes en Allemagne centrale en mars de cette année. Il a été formé après une décision du Parti communiste d'Allemagne (KPD). En novembre 1921, un « comité de Berlin » fut créé en tant que comité central.
Le quatrième congrès mondial de l'Internationale communiste (Komintern) à Moscou du 5 octobre au 12 novembre 1922, appela à "la création d'organisations pour apporter une aide matérielle et morale à tous les captifs du capitalisme en prison". Cet effort est devenu plus tard le Secours rouge international (également connu sous son abréviation russe, MOPR). La Rote Hilfe Deutschlands (RHD) est fondée le 1er octobre 1924 en tant qu'organisation affiliée au KPD. L'artiste Heinrich Vogeler, l'un des membres fondateurs est élu au Comité central. Le premier président est Wilhelm Pieck plus tard le premier et unique président de la République démocratique allemande. Il était auparavant le chef de la Juristischen Zentralstelle du Landtag de la République de Weimar et de la faction Reichstag du KPD. Après 1925, Clara Zetkin a pris la direction du RHD. Après la mort de Julian Marchlewski la même année, elle a également dirigé le MOPR.
Au début, l'organisation est active dans la campagne « Rote Hilfe pour les victimes de la guerre et du travail », qui faisait partie d'une campagne internationale de soutien aux victimes de la guerre et aux handicapés au travail. L'accent principal du travail était le soutien des membres arrêtés du Roter Frontkämpferbund, du Parti socialiste des travailleurs d'Allemagne, du Parti communiste des travailleurs d'Allemagne, des syndicalistes, ainsi que des personnes non affiliées et des membres de leur famille.
Le Rote Hilfe a proclamé le 18 mars 1923 (anniversaire de la Commune de Paris) comme « Journée internationale de l'aide aux prisonniers politiques » et a observé ce jour jusqu'à leur interdiction par les nazis en 1933.
En mars 1930, le Rote Hilfe participe à la fondation d'une section allemande de l"Union juridique internationale", qui s'occupait des droits pénaux, populaires, constitutionnels et du travail.
En 1933, le Rote Hilfe est interdit, à la suite de la publication du décret d'incendie du Reichstag (Reichstagsbrandverordnung). Hans Litten, Felix Halle, Alfred Apfel et d'autres avocats sont arrêtés la nuit même de l'incendie du Reichstag. L'organisation essaye de poursuivre son travail jusqu'en 1934, sous la direction des dirigeants exilés à Paris. En 1935-1936, la Rote Hilfe est dissoute par la Gestapo. Certains membres continuent à travailler dans la clandestinité pour aider les personnes menacées d'exil en Sarre, alors région autonome. Wilhelm Beuttel reprend la direction de l'organisation depuis son exil parisien en 1933-1934.

## Membres et statistiques
En 1933, le Rote Hilfe comptait 530 000 membres, dont 119 000 étaient également membres du KPD et 15 000 autres, membres du SPD. Il y avait aussi 55 600 membres qui faisaient également partie du Secours rouge international (MOPR).
De 1924 à mars 1929, le Rote Hilfe a soutenu 27 000 personnes et 16 000 autres en prison pour un coût de quatre millions de Reichsmarks (soit 
25 millions d'euros en 2009. Il y a eu une baisse de l'effectif en 1929, résultat de combats partisans. En 1932, le Rote Hilfe a aidé 9 000 prisonniers politiques, 20 000 membres de la famille et 50 000 personnes de gauche dans des enquêtes préliminaires et des procès. Son comité central était lié au « bureau central juridique » du KPD et travaillait également avec le MOPR de Berlin.
À partir de 1923, le Rote Hilfe entretient le foyer pour enfants « Barkenhoff » dans la communauté d'artistes de Worpswede après qu'Heinrich Vogeler leur ait transmis sa propriété pour seulement 15 000 marks-or (goldmarks). En 1925, Rote Hilfe commence également à entretenir le foyer pour enfants du MOPR à Elgersburg. Les deux maisons étaient gérées par un conseil d'administration de 46 personnes, qui comprenait des personnalités bien connues comme Albert Einstein et Thomas Mann.
La communauté Rote Hilfe Deutschland a attiré le soutien actif d'environ 600 personnalités notables issues de cercles intellectuels démocratiques et de gauche. Leurs campagnes, telles que l'amnistie des prisonniers politiques en 1928, pour la liberté dans les arts, ou en faveur de la libéralisation de la loi sur l'avortement ont été soutenues par Albert Einstein, Kurt Tucholsky, Käthe Kollwitz, Heinrich Zille, Heinrich Mann, Erich Mühsam, Magnus Hirschfeld, Otto Dix, Max Liebermann, Erwin Piscator, Carl von Ossietzky, Heinrich Vogeler et d'autres.

## Publications
- Materiel über den Hitlerdeutschland, Rote Hilfe Deutschland (février 1936), une compilation d'allégations de meurtre et autres crimes dans les camps de concentration de Dachau, Börgermoor et Kemna.